# Vutina bipunctata
Vutina bipunctata är en insektsart som beskrevs av Metcalf 1938. Vutina bipunctata ingår i släktet Vutina och familjen Nogodinidae. Inga underarter finns listade i Catalogue of Life.